# Elymnias georgi
Elymnias georgi är en fjärilsart som beskrevs av Hans Fruhstorfer 1907. Elymnias georgi ingår i släktet Elymnias och familjen praktfjärilar. Inga underarter finns listade i Catalogue of Life.